# 朝圣旅游
朝圣旅游吸引新纪元运动的信仰者或者相关人士到地球上“心灵热地”的旅游方式。
神圣旅游的目的地往往是一些起源比较神秘的地方，比如埃及金字塔、秘鲁的马丘比丘或者英国的巨石阵。一些基督教圣地，比如黑圣母和苏格兰的罗斯林教堂也很流行。
这些旅行者把神圣旅游的行程不简单的看作是旅游，更是对自我心灵的净化，许多学者认为这种旅行在心理上是超自然，是一种生命的学习过程甚至自我的超升。 

## 参看
- 朝圣